# Església de Santa Maria Reina
L'església de Santa Maria Reina és un temple de culte catòlic situat a l'avinguda d'Esplugues, 103 al barri de Pedralbes de Barcelona, catalogat com a bé cultural d'interès local.

## Història
El temple de la Mare de Déu de Montserrat va ser projectat el 1926 per l'arquitecte paisatgista Nicolau Maria Rubió i Tudurí com a filial del monestir de Montserrat. Gràcies a un llegat de l'hisendat Josep Nicolau d'Olzina i Ferret (1841-1924), foren adquirits  per 400.000 pessetes uns terrenys a Pedralbes a la vídua de Ribot, i l'arquitecte Salvador Puiggròs s'encarregà de gestionar l'obtenció del permís d'obres.
Les obres es van paralitzar en esclatar la Guerra Civil, quan Rubió i Tudurí hagué d'exiliar-se, i foren represes el 1950, quan Raimon Duran i Reynals es feu càrrec del projecte i Josep Obiols fou contractat per realitzar les pintures que decoren el pòrtic. El 1964 passà a mans de l'Arquebisbat de Barcelona, que el convertí en parròquia de Santa Maria Reina. El 1969, les restes de Josep Nicolau d'Olzina i de la seva esposa Mercè de Pallejà i de Bassa van ser exhumades del Cementiri del Poblenou i traslladades a la cripta del temple.

## Descripció
Rubió i Tudurí dissenyà una àmplia zona de jardins que complementen un grup d'edificis d'estil neorenaixentista florentí, amb una forta influència de l'arquitectura de Filippo Brunelleschi, reflex del classicisme noucentista del seu temps. El conjunt està integrat per una església en forma de creu llatina flanquejada per dos claustres i amb un campanar adossat al presbiteri. Adossats a l'església pel costat septentrional s'hi troben els edificis annexos del monestir, que avui són un col·legi major. Està tancat per un mur de paredat comú i s'hi accedeix a través d'una reixa de ferro forjat flanquejada per dos pilons coronats amb les escultures de dos gossos. El jardí, a càrrec de Joan Mirambell, està poblat de pins, xiprers, i palmeres, i acull una gran escalinata de pedra amb parterre central que mena vers el cim del turó, rematat per la façana monumental del monestir.
Els murs exteriors, es mostren íntegrament revestits amb un aplacat de marbre blanc, gris i rosat, seguint la tradició florentina. La façana principal orientada al jardí està dividida en tres cossos: el central, que conté el pòrtic de l'església; i els dos laterals, que contenen els dos claustres annexos. Aquests cossos laterals presenten una façana inspirada en l'Ospedale degli Innocenti, construit a Florència per Brunelleschi. Com aquella façana, la present s'articula a partir de diafanes galeries de columnes toscanes que sostenen arcs de mig punt ornats amb medallons als carcanyols. Aquestes façanes queden rematades per un cornisament que recull la teulada a doble vessant que cobreix les galeries dels claustres.
El cos central de la façana, corresponent a l'atri, es dissenyà seguint els models que Leon Battista Alberti havia proposat per a l'església de Sant Andreu de Màntua, és a dir, com un arc de triomf coronat per un frontó triangular. Així, dues parelles de semicolumnes corínties i, amunt, dues parelles de pilastres del mateix ordre, emmarquen un gran arc de mig punt motllurat i sostingut per dues parelles més de pilastres corínties amb els fusts estriats. El fris de l'entaulament conté la inscripció ALMAE MONTIS SERRATI DEIPARAE SACRVM i tot queda rematat per un frontó triangular amb un medalló en relleu de la Verge i el Nen.
El gran arc central dona accés a l'atri de l'església, un ric espai cobert per una volta de canó amb llunetes sostinguda per pilastres corínties de pedra i murs ornats a quarterons de marbre de colors. El més destacat d'aquest espai és la decoració mural que cobreix la volta, realitzada per Josep Obiols. La volta presenta el Crismó envoltat de garlandes de flors, mentre la lluneta central presenta una monumental Assumpció de la Verge envoltada d'àngels i querubins en un jardí exòtic. Les llunetes laterals mostren, darrere d'un parapet, les imatges de Santa Eulàlia i de Sant Jordi, patrons de Barcelona i de Catalunya. L'accés a l'església es realitza per una porta allindanada de marbre gris coronada per un fris triangular i un fris amb la inscripció «El noble i il·lvstre pròcer català en Josep Nicolav de Olzina i de Ferret disposà l'edificació d'aqvesta església i la llegà per al cvlte de la Verge de Montserrat, patrona de Catalvnya, llivrant-se a l'Arqvebisbat de Barcelona el dia 22-VII-1964».
L'església té planta de creu llatina i una sola nau coberta amb volta de canó, interrompuda per una cúpula sobre el creuer i finalitzada en un absis poligonal. Els murs i les voltes es presenten revestits amb morter blanc, mentre que els elements portants (pilars, arcs i entaulaments) estan acabats en pedra grisa. Les pilastres que sostenen els arcs faixons mostren un capitell corinti i un fust estriat clàssic. Al presbiteri, l'altar major queda protegit per un gran baldaquí daurat sostingut per quatre columnes corínties de marbre negre. La cúpula del creuer, en forma de mitja taronja, reposa sobre petxines ornades amb medallons i s'inspira directament de la capella Pazzi. que Brunelleschi construí a la basílica de la Santa Creu de Florència. Tanmateix, la seva aparença exterior s'inspira del baptisteri de Sant Joan de Florència, construcció altmedieval coberta per un cimbori tancat amb teulada de vuit vertents i coronat per una estreta llanterna de marbre blanc.
El braç esquerre del transsepte mena a un espai mortuori de planta de creu grega coronat per una cúpula que a l'exterior es manifesta en forma de teulada de quatre vessants rematada per una llanterna de marbre blanc. Adossat a l'absis hi ha el campanar del convent, una edificació de planta quadrada i tres cossos de dimensió decreixent coronats per una piràmide que s'inspira molt lliurement en el de la catedral de Venècia.

## Galeria d'imatges

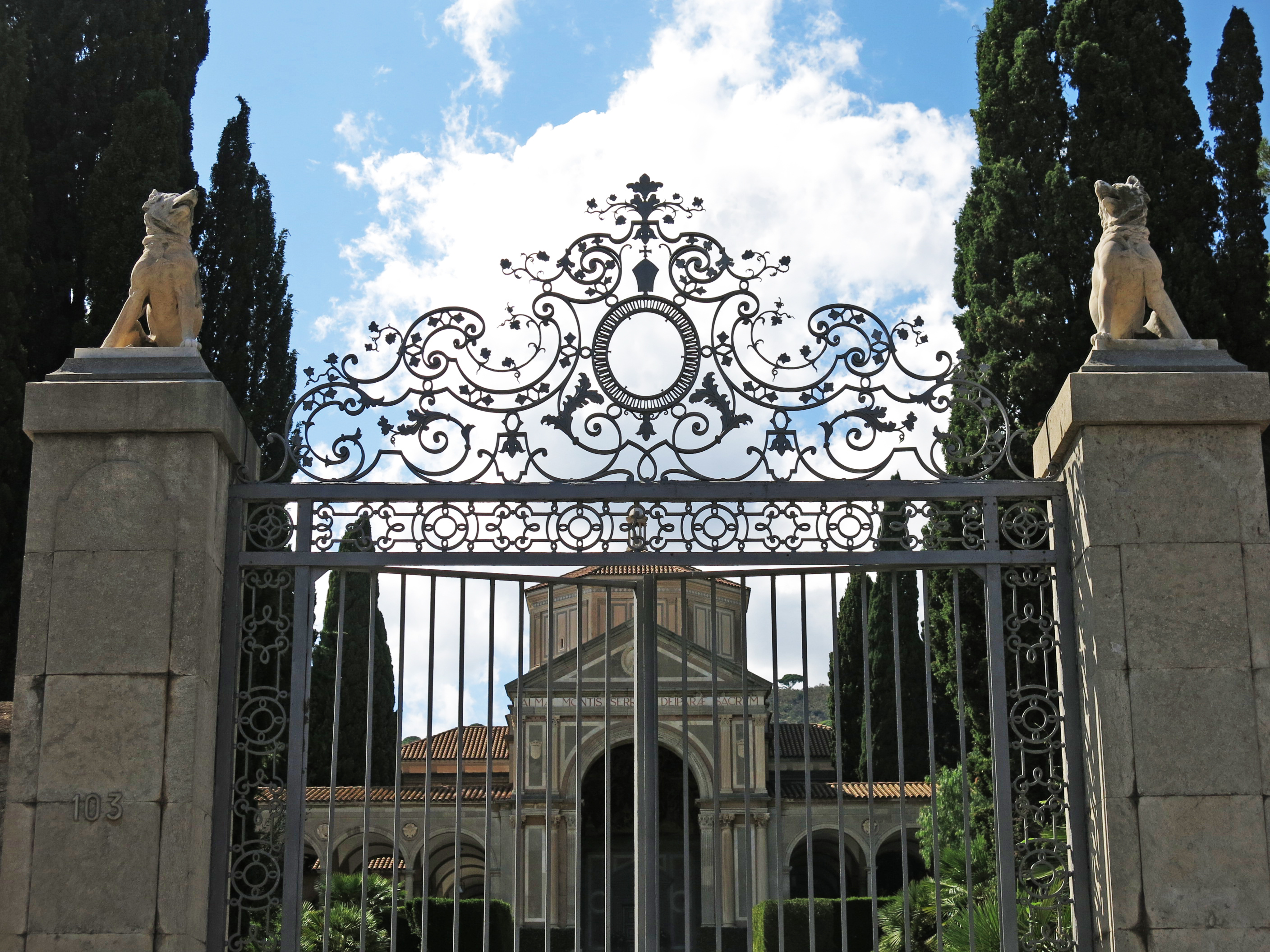
Reixa d'entrada
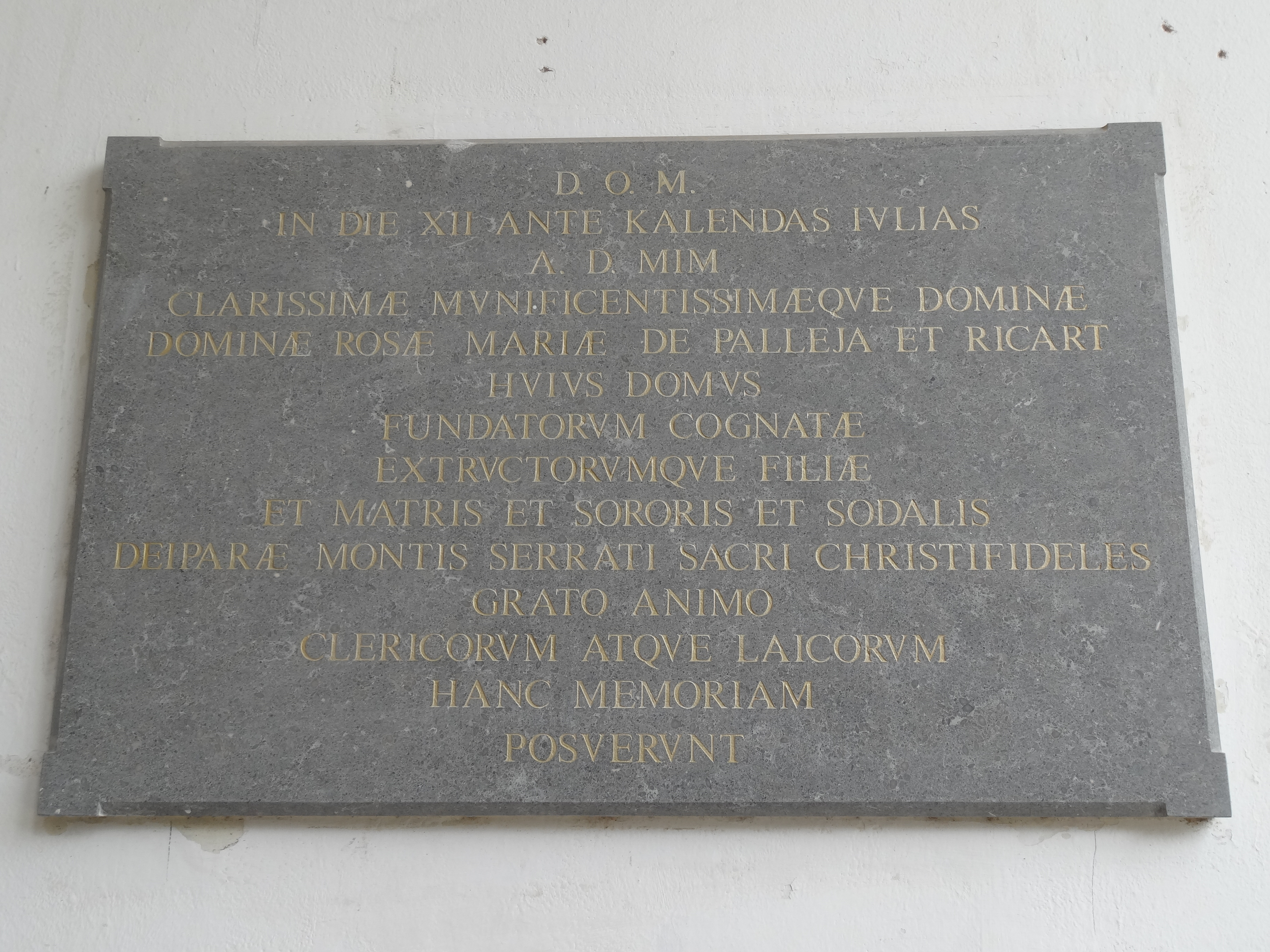
Placa commemorativa
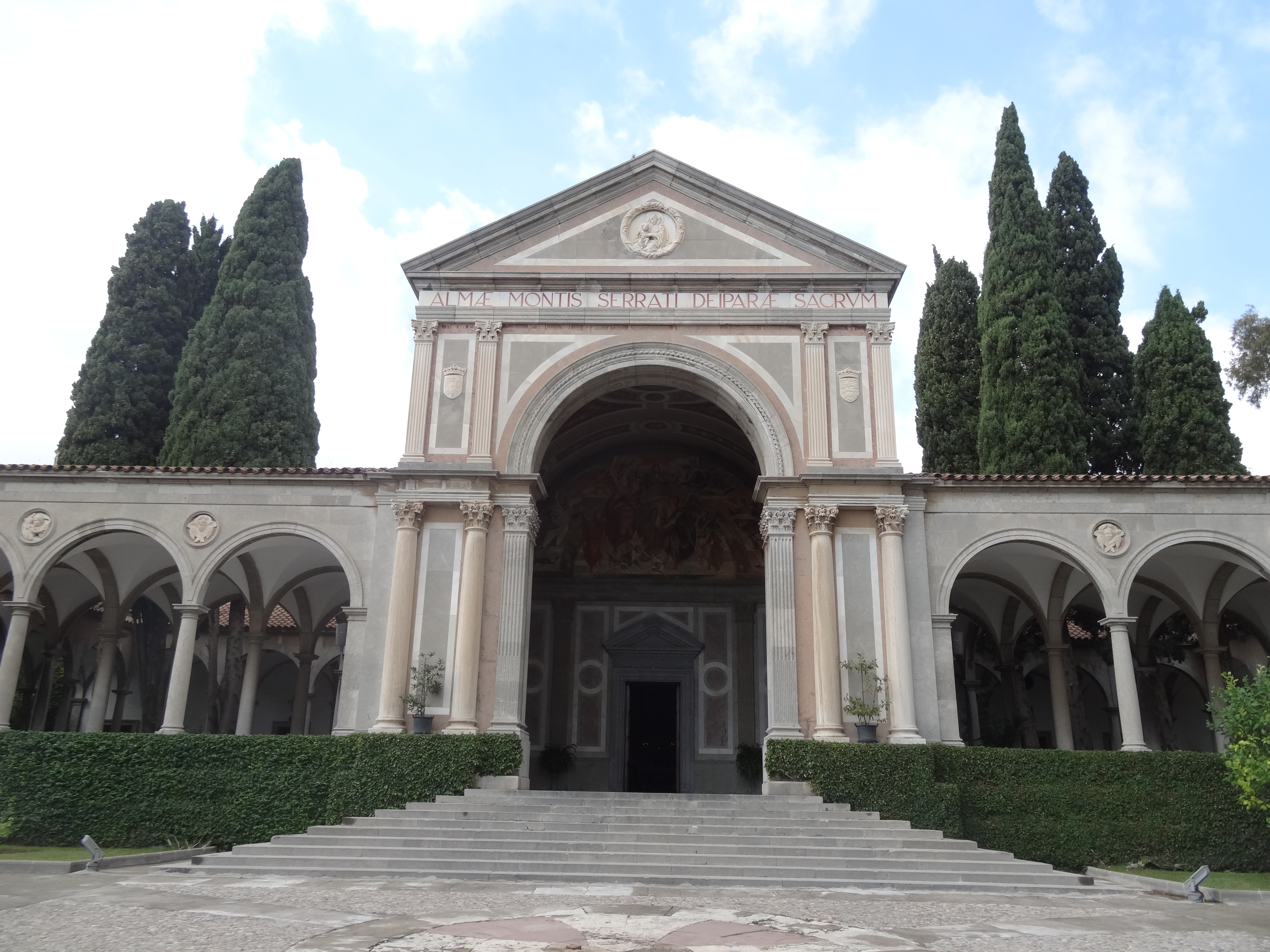
Nàrtex
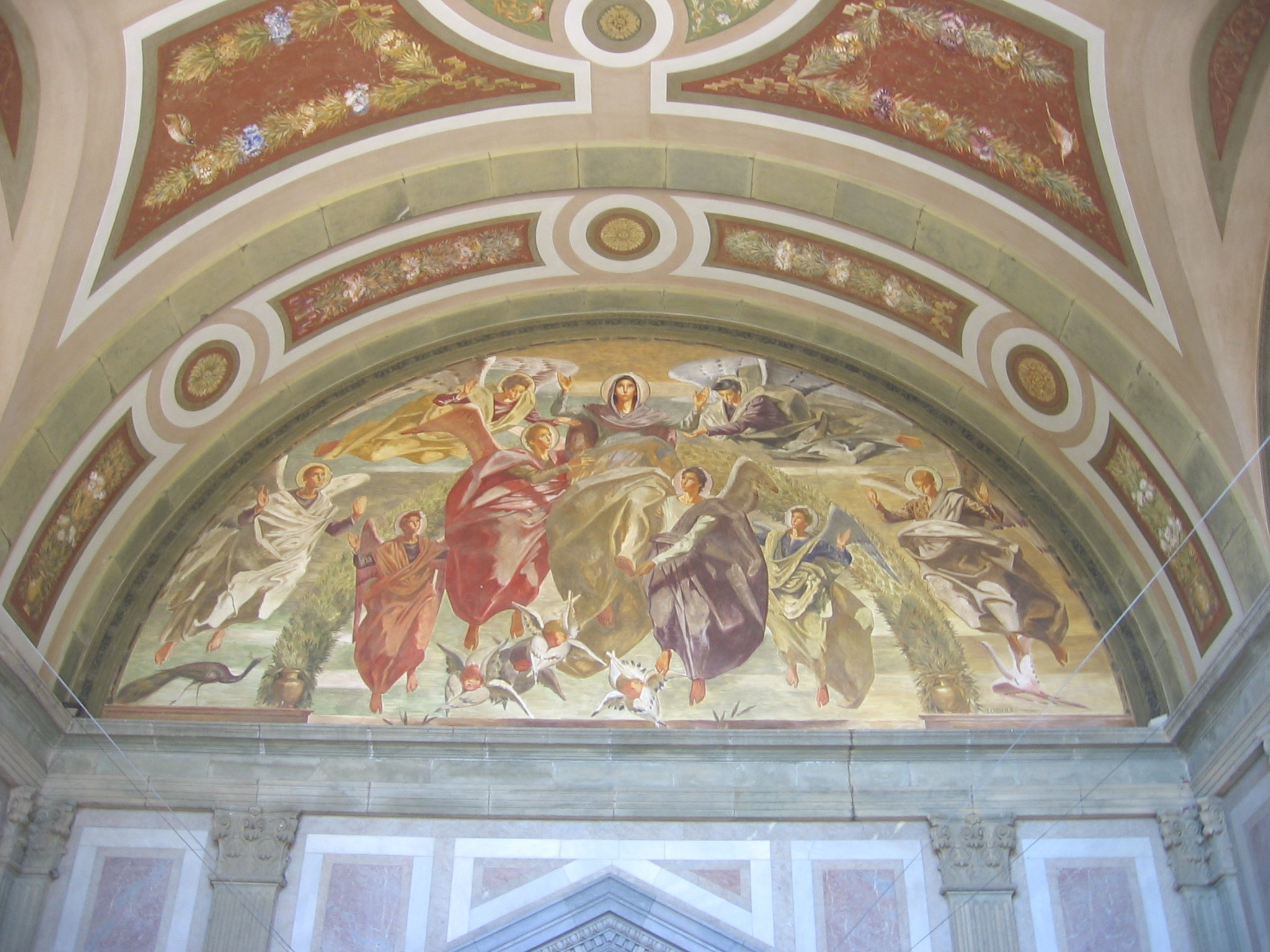
Assumpció de la Mare de Déu, de Josep Obiols, al nàrtex
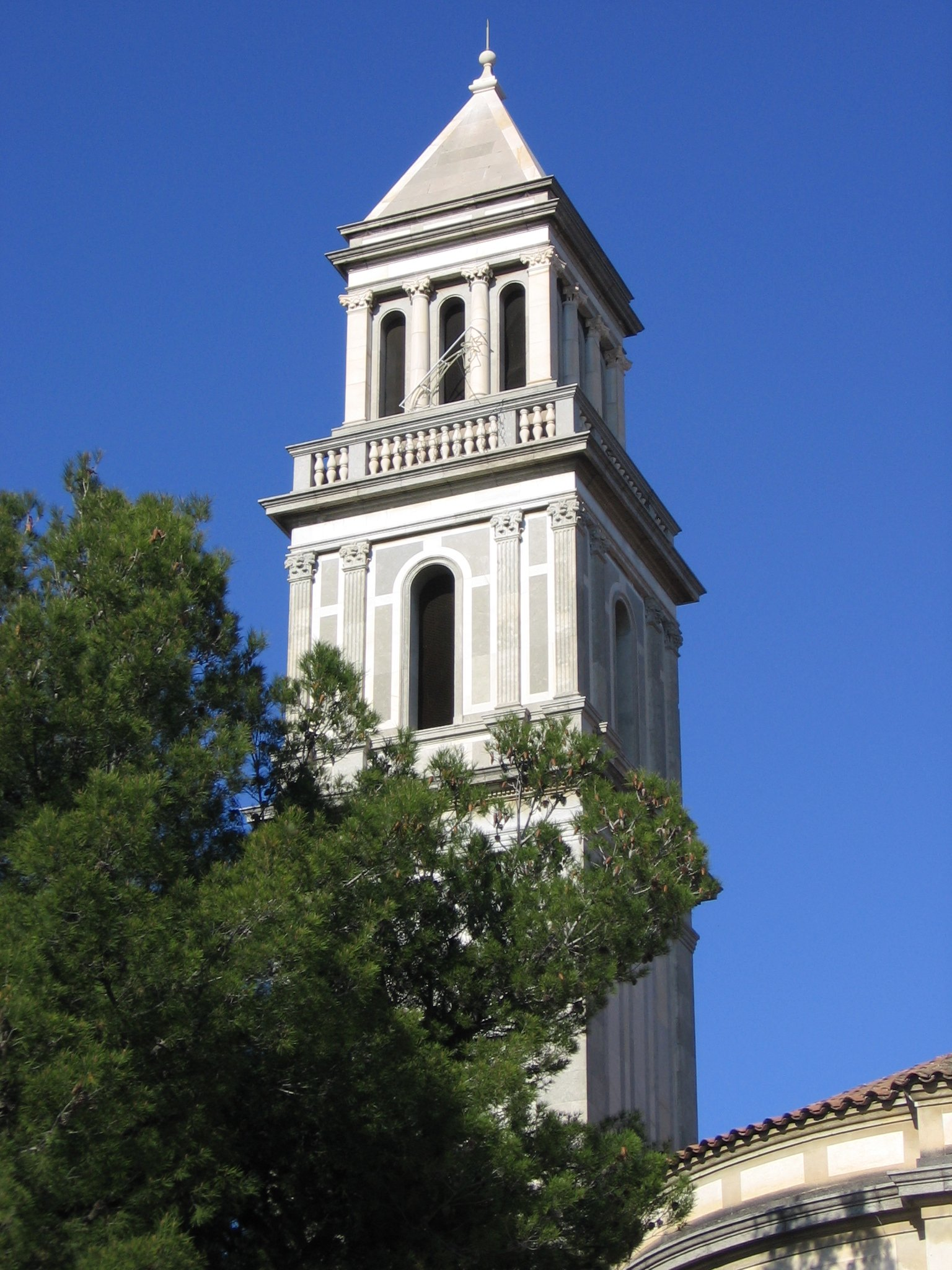
Campanar